# 黒田由祈
黒田 由祈（くろだ ゆき、1991年4月23日 - ）は、日本の女優。ハワイ出身。劇団東京ハイビームに所属。身長154cm。

## 人物
ハワイ出身でバイリンガル。

## 略歴
2010年に舞台『友情～秋桜のバラード～』でデビュー。役作りのため坊主になる。

## 出演

### 舞台・ミュージカル
- 2010年度版『友情〜秋桜のバラード〜』(2010年1月-2月、作：布勢博一、演出：田中林輔・吉村ゆう)
- 2010年度版『友情〜秋桜のバラード〜』(再演)（2010年8月-9月、作：布勢博一、演出：田中林輔・吉村ゆう)
- J-Theater 日本人作家シリーズ 東京ハイビームvol.8『Hospital』(2015年11月、作,演出：吉村ゆう)
- 東京ハイビームvol.9『SHORT GUN』（オムニバス公演）(2016年4月、作：吉村ゆう、鈴木アツト、笠井健夫、鹿目由紀、演出：吉村ゆう)
- ゴブリン串田のミニシアター(作・演出：ゴブリン串田)
- 東京ハイビーム＋四谷天窓提携公演『ミッドナイト』(2016年8月、原作：手塚治虫、脚本・演出：吉村ゆう)
- 東京ハイビームvol.10『SHORT GUN SECOND SHOT』(オムニバス公演)(2016年11月、作：鈴木アツト、笠井健夫、清野拓人、鹿目由紀、吉村ゆう、演出：吉村ゆう)
- 東京ハイビームvol.11『My Sweet Baby』(2017年5月、作,演出：吉村ゆう)
- 東京ハイビーム・四谷天窓提携企画ロングラン公演『私を殺して...』(2017年7月～10月、脚本：イ・フングク、脚色.演出：吉村ゆう) - 女役（近江知永・江田恵・鈴木みらのとクワトロキャスト）
- グミ東アジア演劇祭公式招聘作品 韓国ツアー『ゴーストよ、こんにちわ』(作,演出：吉村ゆう、 2017年9月6日～9月7日釜山 ハンギョルアートホール・2017年9月10日 グミ東アジア演劇祭参加)
- ベニバラ兎団 vol.22『ICE CREAM GOOD BYE』(2017年10月25日～29日※10月28日のみ出演、＠東京 新宿村 LIVE）
- 東京ハイビームvol.12『SHORT GUN THIRD SHOT』(オムニバス公演)（2017年12月、作：鈴木アツト・鹿目由紀・清野拓人・中澤功・吉村ゆう、演出：吉村ゆう） - 『天才の推理と凡人の心理』 主演・愛梨役 / 『ムギちゃん、ハルちゃん、五万円』  主演・イシノムギコ 役/ 『アニバーサリー』 キリコ2役/『ゴーストよ、こんにちわ』 主演・YURI 役
- 東京ハイビーム×ベニバラ兎団　合同企画 2～3月ロングラン公演「Selection Theater」(2018年2月20日～3月10日)※｢素敵な関係｣＋恋バナト-クに出演。久下恭平独り芝居『リリアン』に日替わりゲスト出演。
- ベニバラ兎団PRODUCE THEATER 17th STAGE『アカシックレコードクラシック』(2018年5月1日～6日、＠中野HOPE）
- モズ企画＜韓国新人劇作家シリーズ第五弾＞『恋愛日和』(2018年5月23日～27日、＠北とぴあペガサスホール）- ミョンウン役
- ベニバラ兎団オニバス作品『FRIDAY the 13th. 〜週末の13怪談〜』(2018年6月5日～10日、＠中野HOPE）- 希島あいりとWキャストで出演
- 東京ハイビームvol.13『Welcome to パラダイス』（2018年8月、作・演出：吉村ゆう　＠中野MOMO） - ユキ（チャッピー）役
- ベニバラ兎団プロデュースRecitation drama〜vol.1〜『パンプキン・ポット・マジック』(2018年10月17日～21日　＠コフレリオ新宿シアター) - エストマンサ役
- 東京ハイビームvol.14『SHORT GUN 4th SHOT』 オムニバス公演（2018年12月) -『ラストステージをあなたと』主演・大野美加役/『クズを殺す』主演・山形夏海役/『聖なる夜の不純な奴ら』I'mソーリー役/『素敵な同居』主演・ミナミ役
- 東京ハイビーム新人公演Vol.1「シェアハウスの懲りない奴ら」(2019年4月、作:清野拓人、演出:藤村直樹) - 黒田由祈役
- ☆東京ハイビーム＋日本放送作家協会60周年企画★ロングランシアター『私を殺して・・・』(2019年5月 - 7月、脚本：イ・フンクック/脚色・演出：吉村ゆう） - マドンナ役
- 第31回池袋演劇祭参加作品 東京ハイビームvol.15『ホスピタル』（2019年9月、作・演出：吉村ゆう）
- 東京ハイビームvol.16 東京ハイビーム１０周年記念公演「SHORT GUN ５th SHOT」オムニバス公演(2020年4月) -

### イベント
- 東京ハイビーム・四谷天窓提携企画ロングラン公演『私を殺して...』イベント　東京ハイビームトークショー　(2017年10月6日・四谷天窓)

### ラジオドラマ
- 第7回ラジオ日本 杉崎智介脚本賞受賞作品「彼女のPKO問題」（2019年3月、作：岩本憲嗣、演出：松浦正和） - 魔女子さん 役